# Cor Jaring

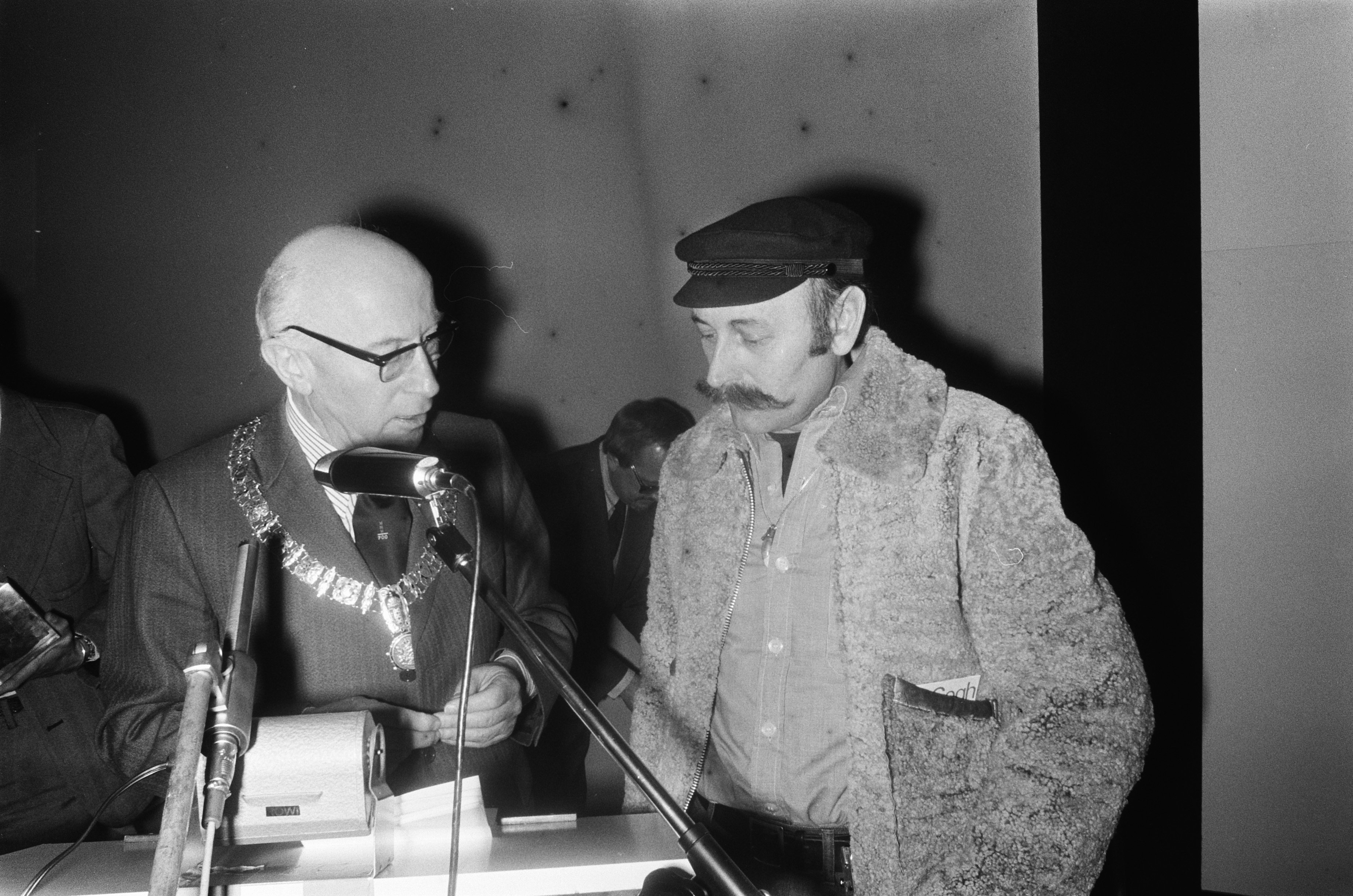
Starosta Samkalden a Jaring během otevírání výstavy Amsterdam, obraz města v roce 1975

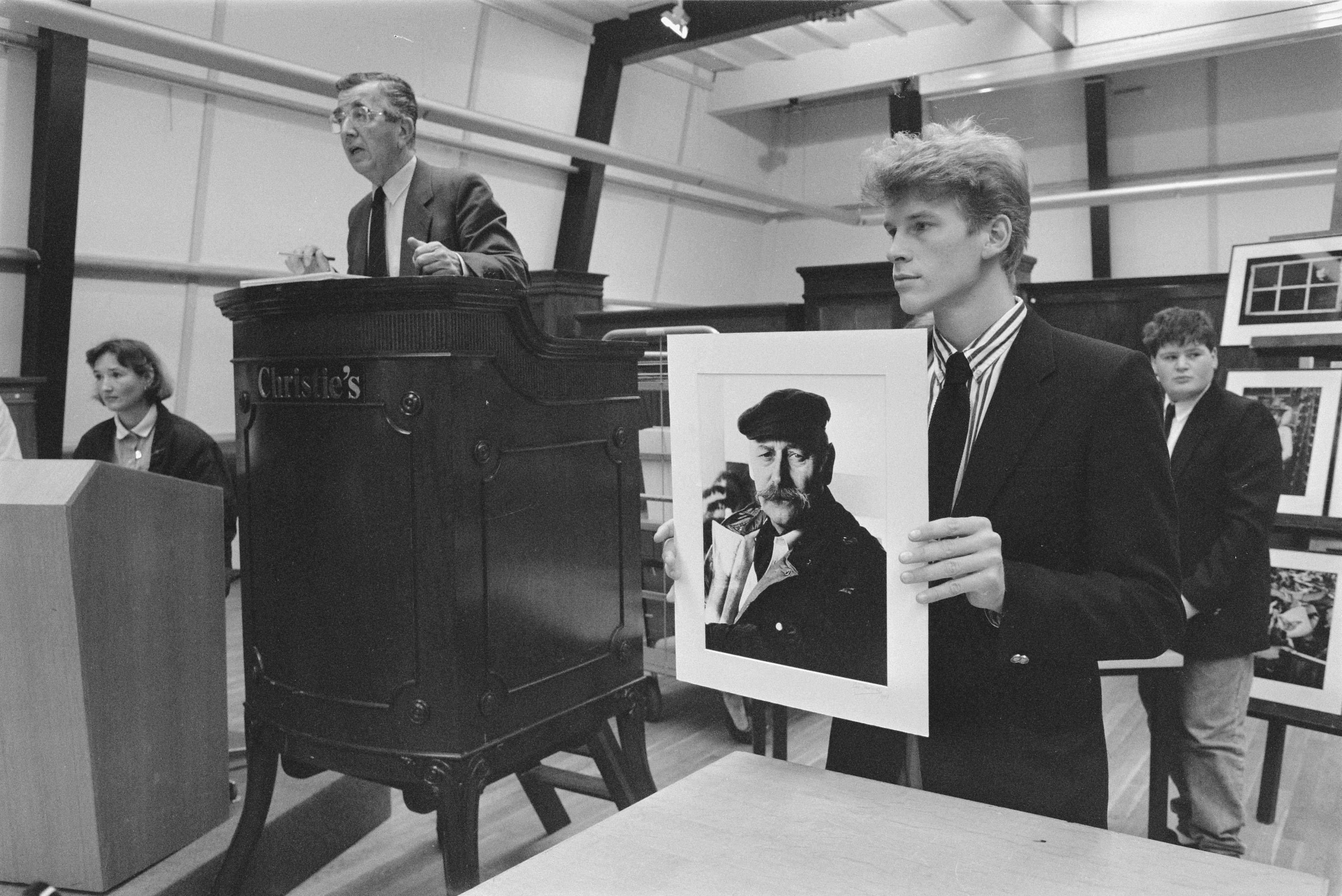
Aukce jeho díla v Christies, říjen 1987

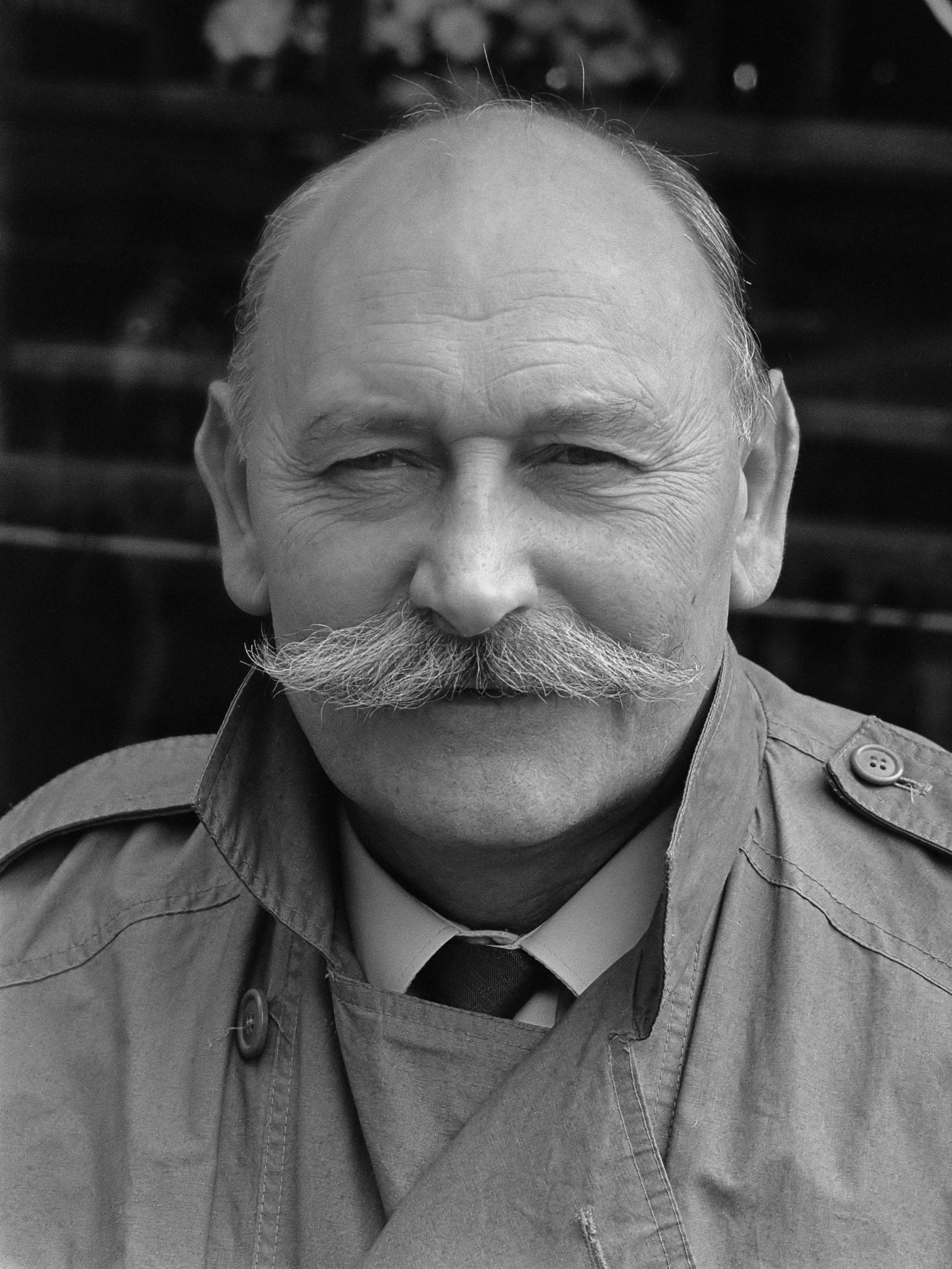
Cor Jaring v roce 1987

Cornelis (Cor) Jaring (Amsterdam, 18. prosince 1936 – 17. listopadu 2013, tamtéž) byl nizozemský fotograf a konceptuální umělec. Nejznámější jsou jeho fotografie z bouřlivých 60. a 70. let.

## Život a dílo
Jaring vyrostl ve Wittenburgu, kde jeho otec provozoval obchod. Během vojenské služby se seznámil s fotografií. Stal se portrétním fotografem a pracoval také v amsterdamském přístavu. Protože byl náchylný k mořské nemoci, práce námořníka pro něj nebyla akceptovatelná. Ve své ambici stát se umělcem začal malovat, ale jeho práce zájem u zákazníků nenašla. Od roku 1966 byl profesionálním fotografem.
Fotografoval hlavně černobíle, včetně hnutí Provo a Amsterdam jako „magické centrum“. Byl v popředí dění s umělci jako Robert Jasper Grootveld, Simon Vinkenoog, Johnny van Doorn nebo Theo Kley. Mezinárodně známý se stal fotografiemi narušení během svatby princezny Beatrix a prince Clause v roce 1966 a Johna Lennona a Yoko Ono v posteli během jejich Bed-in for Peace v hotelu Hilton v roce 1969.
Expedice Kikvorst byla významným podnikem Cora Jaringa v 60. letech. Mezi další projekty, na nichž se podílel jako fotograf, patřila Expertise Laboratory a Insekten Sekte. Od roku 1974 působil 23 let jako učitel na AKI v Enschede. Cestoval do Egypta, Formosy, Japonska, Maroka a Ruska, ale na cestách se mu po domově stýskalo a byl velmi rád, že je zpět na svých známých místech v Amsterdamu.
Jaring byl pravidelným návštěvníkem různých kaváren a byl nadšeným vypravěčem. Se svým roztomilým přístupem se obvykle rychle stal součástí svého prostředí a jako fotograf dokázal zachytit každodenní život obyčejných lidí i výstředníků.
Jaring obdržel první cenu World Press Photo Amsterdam v roce 1975 , obraz města, v roce 1979 cenu za fotografie v Amsterdamu a v roce 1986 se stal čestným občanem tohoto města. V roce 2002 obdržel medaili Frans Banninck Cocq za „velké úspěchy pro fotografii v Amsterdamu“.
Jaringovu práci najdete ve sbírkách Gemeentemuseum Helmond a Rijksmuseum Amsterdam. V roce 2007 byla jeho práce vystavena během výstavy inside-out – photos from amsterdam collections and archives (fotografie z amsterdamských sbírek a archivů). Umělecký archiv s jeho negativy byl v říjnu 2013 přenesen do archivu města Amsterdamu.

## Práce ve veřejných sbírkách (výběr)
- Městské muzeum Helmond
- Rijksmuseum Amsterdam[3]
- Archiv města Amsterdamu
- Muzeum Stedelijk (Amsterdam)[4]

## Galerie

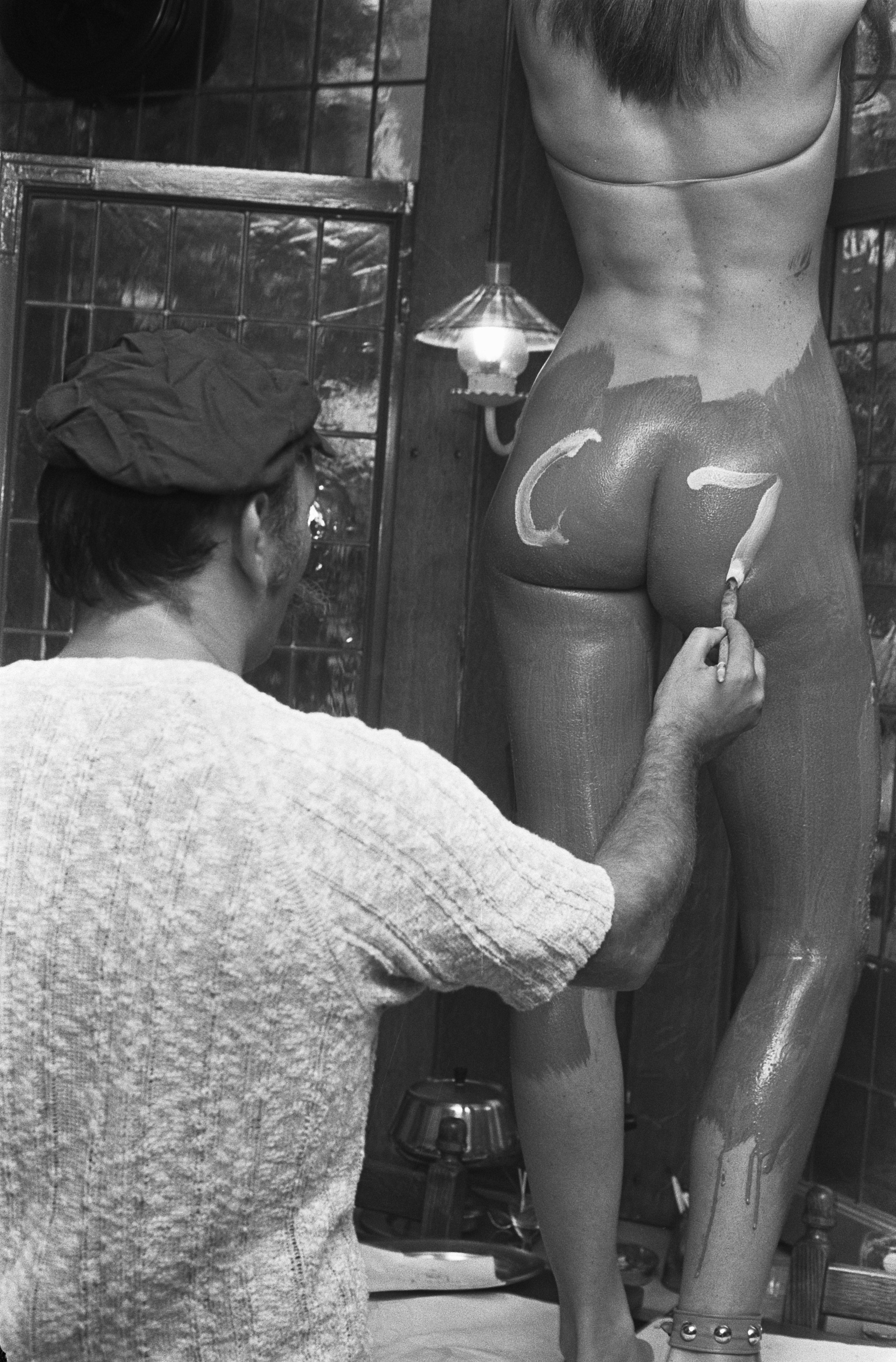
Malování na tělo, září 1969
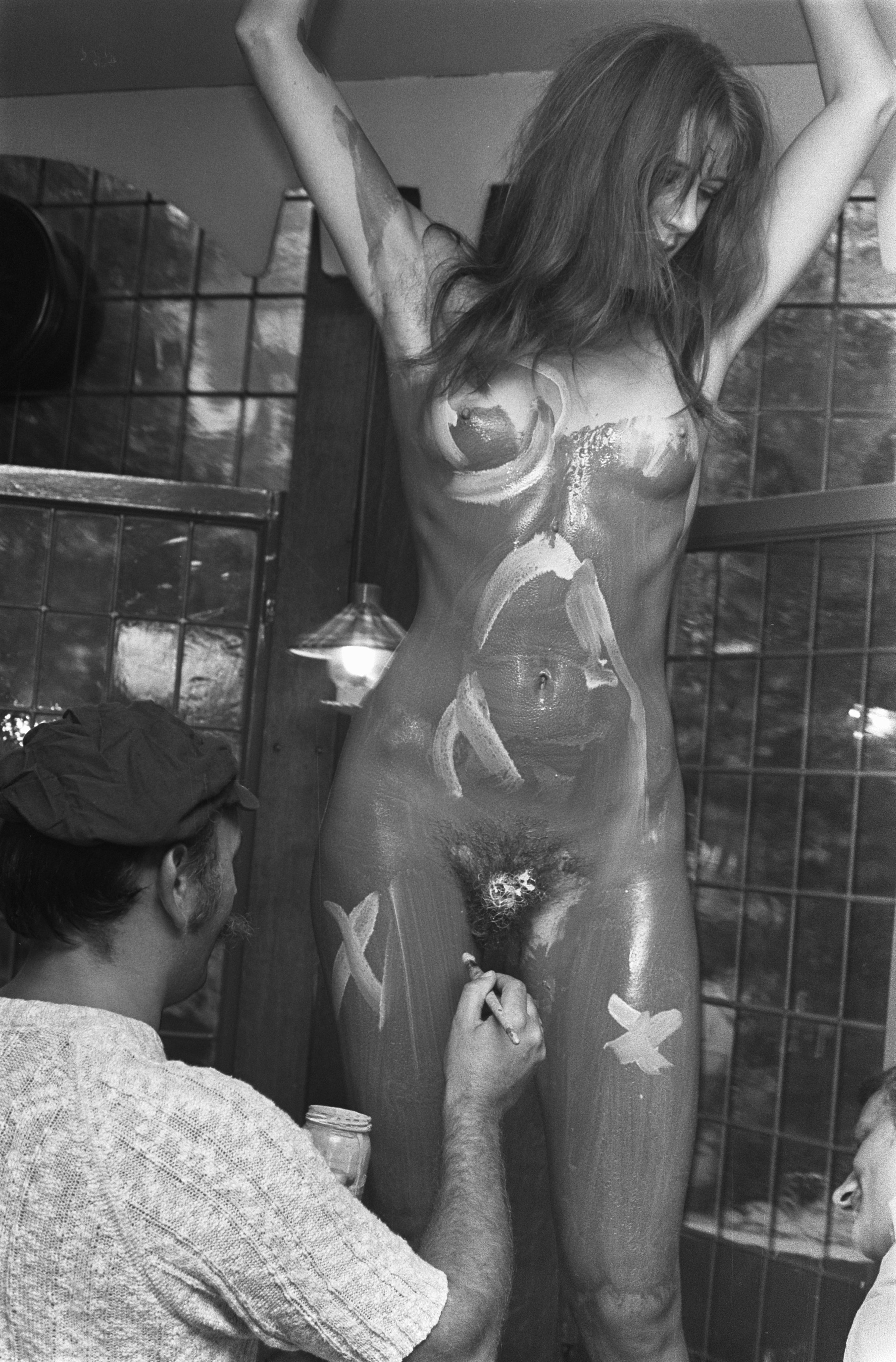
Malování na tělo, září 1969
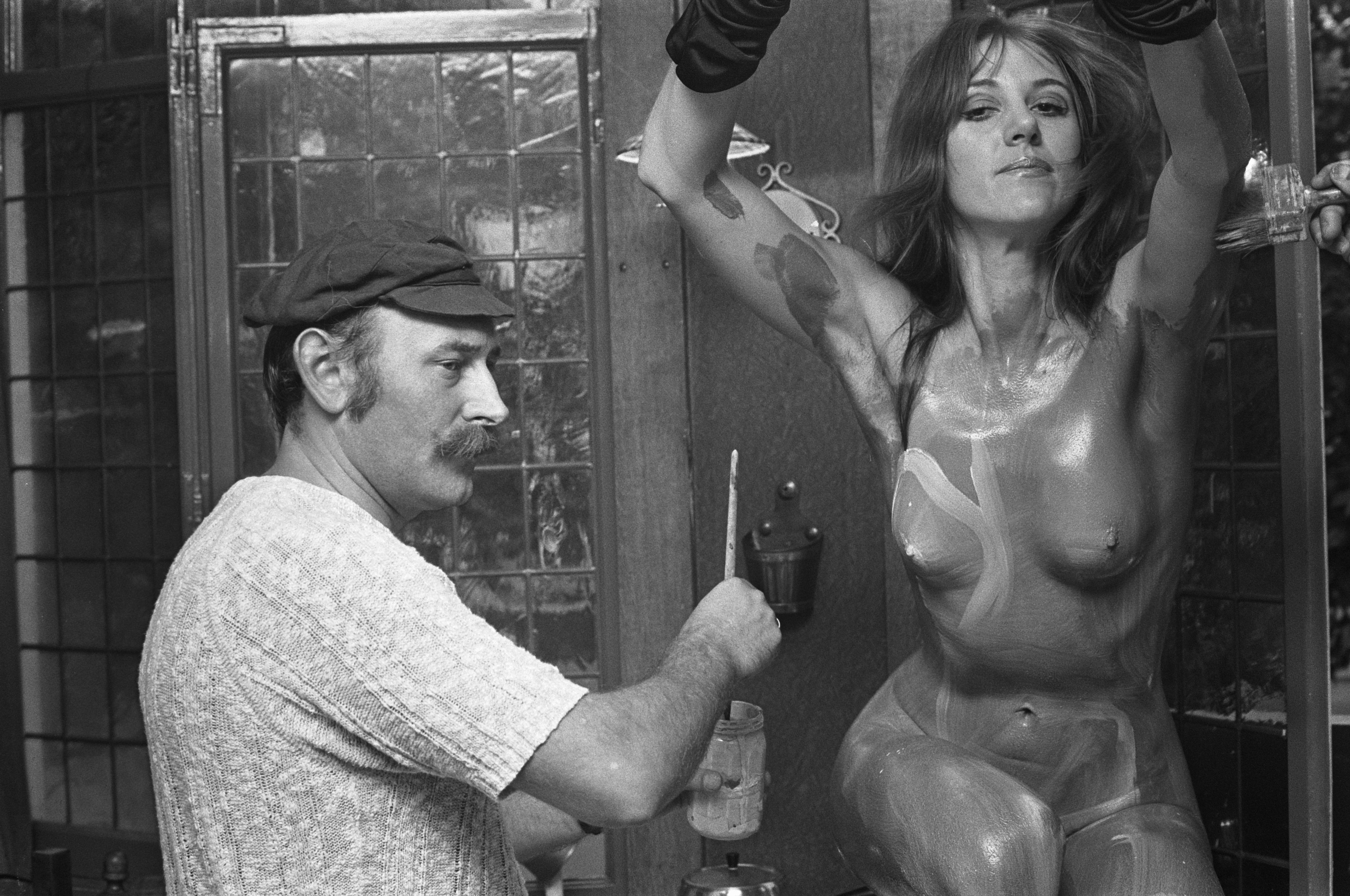
Malování na tělo, září 1969
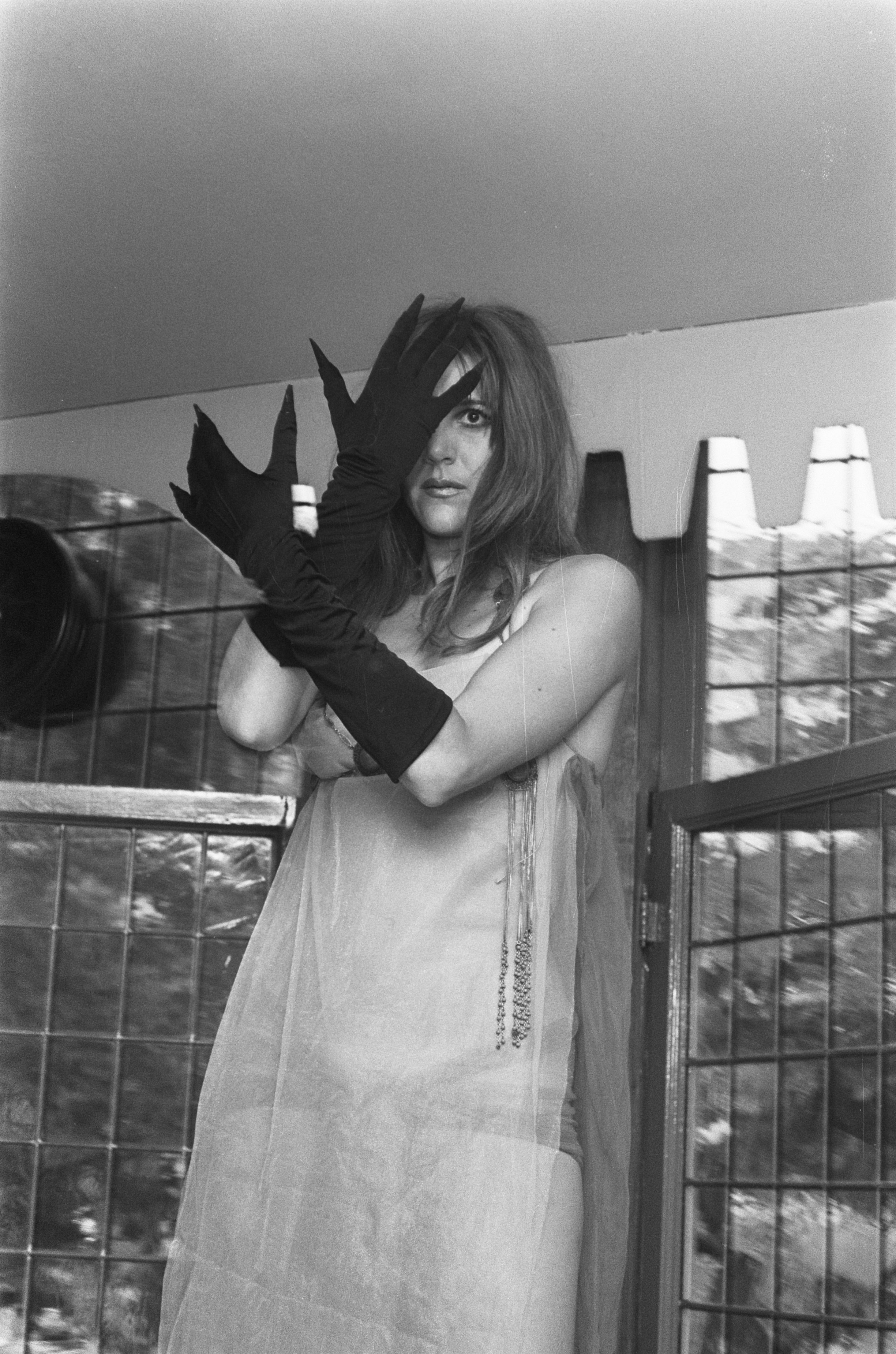
Modelka, září 1969